# Tasmabates capitatus
Tasmabates capitatus là một loài tò vò trong họ Ichneumonidae.